# Château de la Coindrie
Le château de La Coindrie, construit vers la fin du XIXe siècle à l'entrée de l'ancienne commune de La Coudre, se trouve à Argentonnay, dans le département français des Deux-Sèvres.

## Histoire

Armes de la famille Garnier, seigneurs de Villedon et de la Coindrie

### Le premier château
Un premier château, fortifié, est érigé à partir du XIIIe siècle. Il est tenu du milieu du XIIIe à la fin du XIVe par une branche de la famille Garnier qui possède les seigneuries de La Coudre et de La Coindrie et dont les deux premiers auteurs connus prénommés Pierre sont maires de Poitiers à plusieurs reprises entre 1230 et 1283,.
Au XVe siècle, la propriété est entre les mains de la famille La Coudre, puis passe par alliance aux Guillet, qui la détiennent jusque vers le milieu du XVIIe siècle.

#### Les Richeteau et la Révolution

Armes de la famille Richeteau

Le château appartient ensuite à une branche de la famille Richeteau, qualifiée de seigneurs de La Coudre et de La Coindrie.
La famille Richeteau est issue de la région de Thouars. Elle a donné trois maires de Poitiers au XVIIe siècle et est maintenue noble depuis 1600 par les charges de maires et d’échevins de la ville de Poitiers. Elle forme plusieurs branches dont celle de La Coindrie et de La Coudre qui remonte à Louis Richeteau, écuyer, seigneur de La Coindrie à la fin du XVIe siècle,. Après sa mort en 1574 lui succèdent de père en fils Jehan, un autre Louis (tous deux maires de Poitiers au milieu du XVIIe siècle), Urbain-Marie et Urbain-Stanislas-René-Marie († 1734).
Le fils de ce dernier, Henri-Charles-Urbain-René de Richeteau, naît en 1726 et épouse en 1753 Catherine-Mélanie Hunault de la Chevallerie ; leurs onze enfants naissent tous au château de la Coindrie, entre 1754 et 1768.
À la Révolution, quatre de ces enfants émigrent, dont l'aîné René-Louis-Pierre qualifié de seigneur de la Coudre. Un autre fils, Louis-Alexandre-François, est le chef local d'une des bandes vendéennes qui luttent contre les Républicains : il se joint à la troupe d'Adrien-Joseph Delouche et de Gabriel Baudry d’Asson pour attaquer Bressuire en août 1792. Capturé, il est fusillé le 28 août 1792 (à Bressuire ou à Thouars,).
Le dimanche 5 janvier 1794, des éléments de la colonne infernale du général de brigade Louis Grignon assaillent La Coudre, fusillent plusieurs habitants pris à la sortie de la messe et incendient et détruisent le château, brûlant — rapporte la tradition — les pieds d'une fermière qui refusait de livrer les biens des châtelains. Le benjamin René-Louis, arrivé le lendemain de Nantes n'y trouve plus que des ruines ; il s'enfuit vers Angers, où il est intercepté, jugé et guillotiné, le 8 janvier 1794 à l'âge de 25 ans.
Le reste de la fratrie quitte la région pour le Maine-et-Loire. Seul un des frères survivants, Joseph-Louis-Marie, reste à La Coudre et s'installe dans une maison isolée. Maire de la commune de 1808 à 1830, il y marie sa fille en 1826 et meurt après 1833.
Il ne subsiste plus aucun vestige du premier château. Le dernier membre mâle de la famille, Armand-Gustave de Richeteau de La Coudre, meurt en 1917.

### Le second château

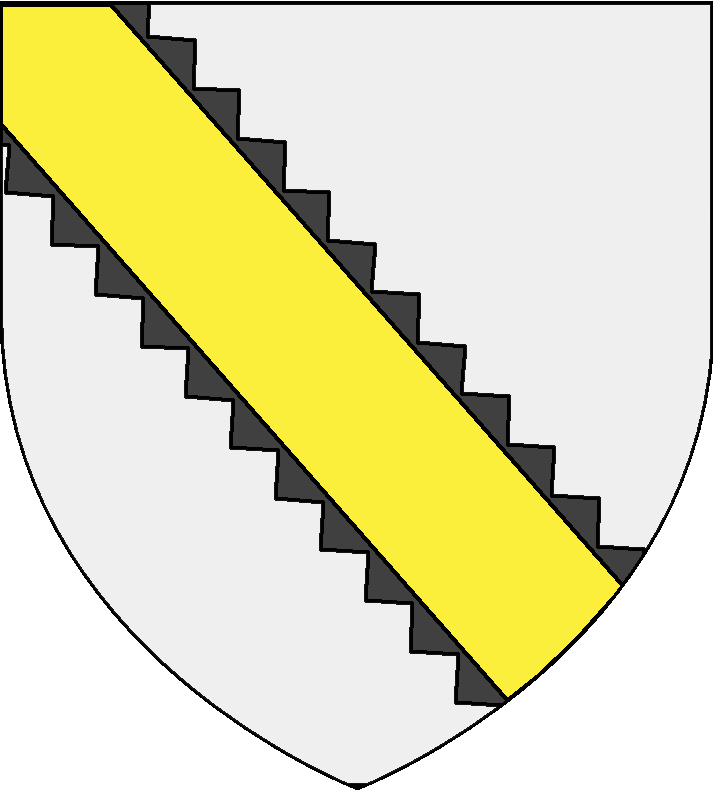
Armes de la famille Monnier.

Sur ces ruines, selon un plan presque carré inspiré de la Renaissance française, est édifié un nouveau château à la fin du XIXe siècle. Le bâtiment a trois niveaux — dont le dernier partiellement mansardé —, percés de nombreuses fenêtres à traverses et à meneaux. Sa façade principale est ornée d'un pignon triangulaire, flanqué de part et d'autre d'une vaste tour d'angle carrée et d'une tour cylindrique à encorbellement. Il est cerclé de douves.
Une centaine de mètres au sud un corps de ferme imposant de style Second Empire à deux ailes en retour d'équerre sert notamment d'écurie. Un logis pour le gardien construit dans le même style complète les édifices du parc.
Octave Monnier s'y installe en 1892. Quatre générations de Monnier sont successivement maires de La Coudre de 1881 à 1990 et le château demeure dans la famille jusque vers la fin des années 2010[réf. souhaitée].

## Galerie

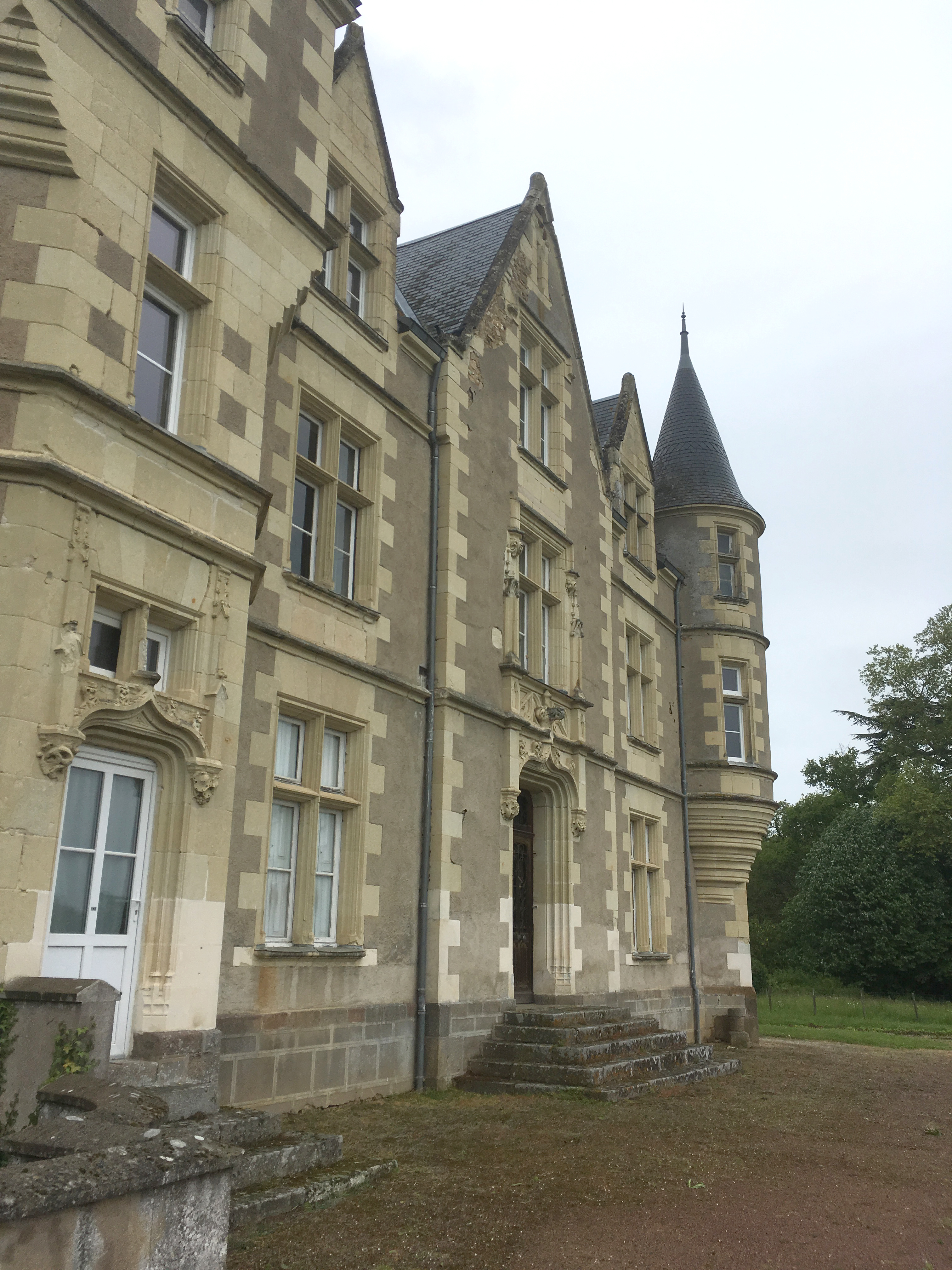
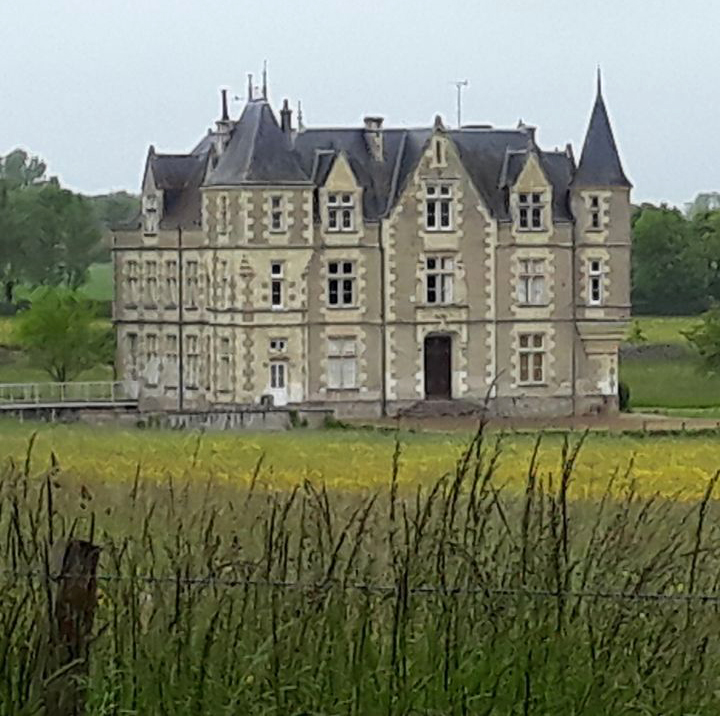
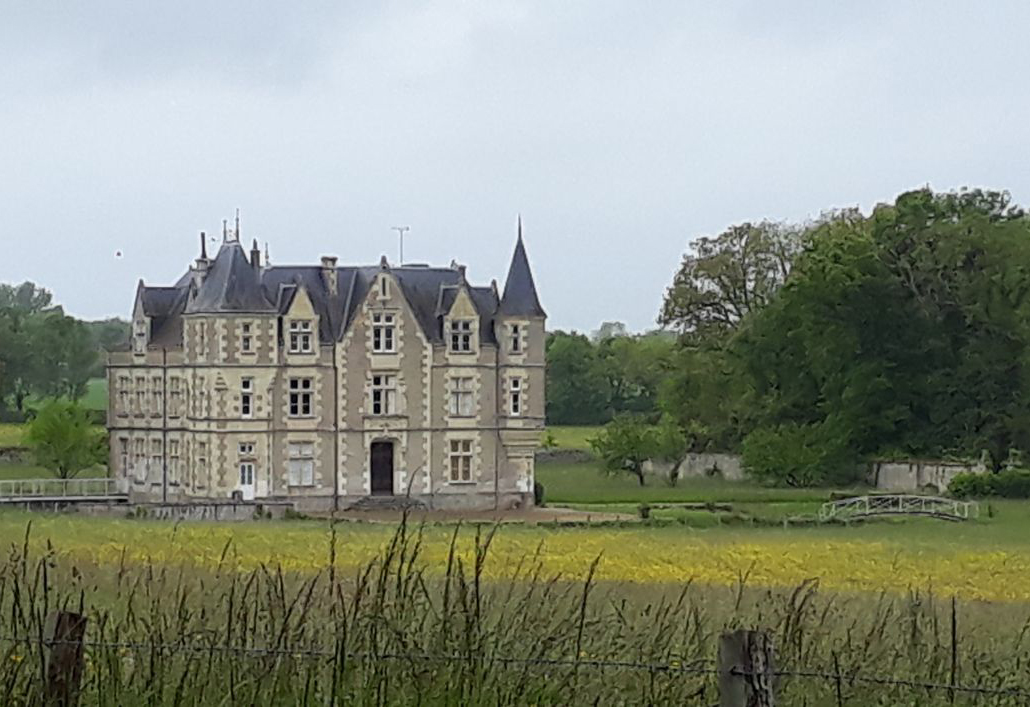
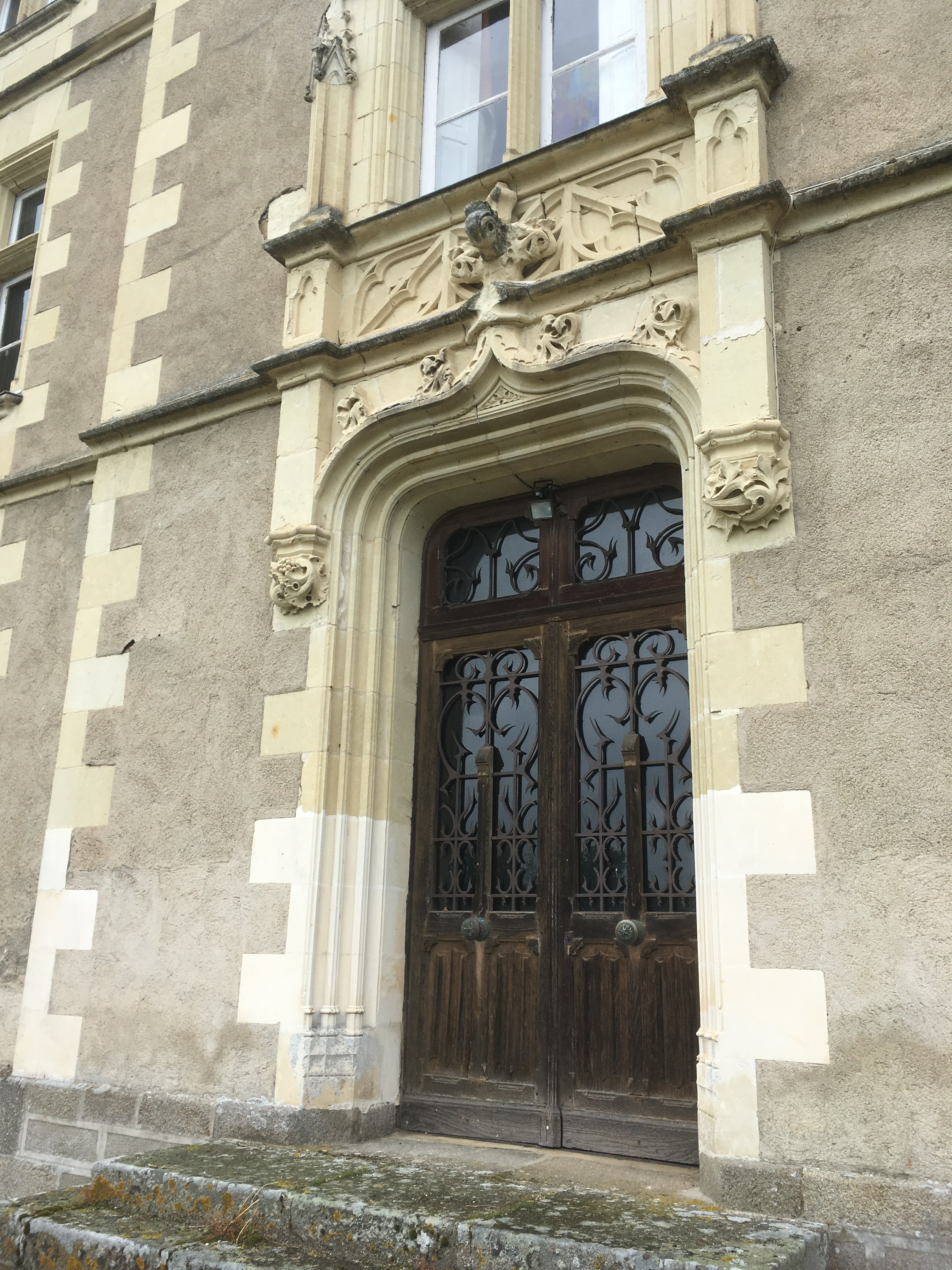